# 佐野玲於
佐野 玲於（さの れお、1996年1月8日—）是日本的舞者以及演員。GENERATIONS from EXILE TRIBE的成員(Performer)。擅長的舞蹈為Krump。
2005年，9岁的佐野玲于在公园观看了Breaking舞种的舞蹈表演，觉得非常帅气，于是和父母说了这件事，之后便被父母送去了舞蹈室学习，而这个舞蹈室是主教KRUMP舞种的，于是他就这样开始学习KRUMP舞蹈了。2006年，开始在EXILE的公司旗下的艺能培训学校EXPG东京校学习舞蹈。
A型，出生於愛知縣蒲郡市，出身地是東京都。所屬公司為LDH。

## 簡歷
- 從小由媽媽帶大的單親家庭長大。

- 2005年、9歲時看到路邊跳街舞的舞者，因而開始學習街舞。

- 2011年、被選為 GENERATIONS 的候補生之一。7月23日，随组合开始在日本各地进行“梦者修行”演出。

- 2012年、成為 GENERATIONS 的正式成員、並擔任PERFORMER一職。

- 2014年、參加EXILE PERFORMER BATTLE AUDITION在最終輪落敗。

## 出演

### 綜藝節目
- GENERATIONS高校TV（2017年4月8日 - 2024年3月31日，AbemaTV）

### 電視劇
- SUGARLESS（日语：シュガーレス (漫画)）（2012年10月－12月，日本電視台）：向井司朗
- 隠蔽捜査（日语：隠蔽捜査#TBS版）（2014年1月－3月，TBS）：龍崎邦彦
- 麻辣教師GTO（2014年7月－9月，關西電視台）：宇佐美太一
- 熱血街區（2015年10月－12月，日本電視台）：武
  - 熱血街區 Season2（2016年4月－6月）
- PRINCE OF LEGEND（2018年10月－12月，日本電視台）：綾小路葵
- 據倖存的六人所述（2022年8月9日－9月13日，MBS、TBS）：
- INFORMA（2023年1月20日－3月24日，關西電視台）：三島寛治
- 刑警與檢察官，有時是法官。 最終話（2023年6月8日，朝日電視台）：阿久津守
- 日本第一的爛男人 ※我的假家人們（2025年1月9日－，富士電視台）：二階堂劍聖

### 網路劇
- 公司不是學校～新世代逆襲編～（2021年10月－12月，AbemaTV）：佐藤健吾
- INFORMA：地下世界的野獸們（2024年11月7日－12月26日，ABEMA）：三島寛治
- 無法抗拒的他 the shapes of love（2024年12月9日，ABEMA、Netflix）：生島琉希

### MV
- レイザーラモンHG「YOUNG MAN」（2006年）
- GReeeeN「HIGH G.K LOW 〜ハジケロ〜」（2007年）
- EXILE「時の描片〜トキノカケラ〜」(2007年)
- EXILE「Choo Choo TRAIN」（2008年）
- EXILE「銀河鉄道999」（2008年）
- Love（英语：Love (Japanese band)）「片思い」（2010年）
- CRAZYBOY「PRIVATE PARTY」（2018年）
- JP THE WAVY「I WANT ONE」（2020年）

### 電影
- ROAD TO HiGH&LOW（2016年）- タケシ 役
- 虹色Days（2018年7月）：羽柴夏樹
- 哈納萊伊灣（2018年10月）：隆史
- PRINCE OF LEGEND（2019年）：綾小路 葵
- その瞬間、僕は泣きたくなった－CINEMA FIGHTER（2019年）：BAKU
- 貴族降臨 -PRINCE OF LEGEND-(2020年3月)：綾小路 葵

### 舞台劇
- 「CROWN~Nemuranai,Yoru no Hate ni...」(2008年)
- 朗讀劇 BOOK ACT「Mou Ichido Kimi to Odoritai」(2019年)
- 朗讀劇 BOOK ACT「Mou Ichido Kimi to Odoritai」(2020年)

### 廣告
- Home Makes代言人(2019年)

### 微電影
- TIFFANY BLUE（2018年）

### 遊戲
- PRINCE OF LEGEND LOVE ROYALE (2019年3月5日、iOS / Android) - 綾小路 葵

### 廣播
- CultureZ (2021年-、文化放送)-水曜パーソナリティ[2]

## 寫真集
- さのさん（2018年11月15日）

## 關聯項目
- LDH
- GENERATIONS from EXILE TRIBE
- EXPG

## 外部連結
- LDH（页面存档备份，存于） 佐野玲於所屬事務所LDH中文官方網站。
- GENERATIONS from EXILE TRIBE（页面存档备份，存于） 佐野玲於所屬團體。

## 註解
1. ↑  . Real Sound｜リアルサウンド 映画部.   [2018.10.14 12:00]. （原始内容存档于2020-08-08） （日语）.
2. ↑  . マイナビニュース. 2021-03-16  [2022-06-16]. （原始内容存档于2022-06-16） （日语）.